# Christian Rinke
Christian Rinke (* in Graz) ist ein österreichischer Mikrobiologe und Professor für Umweltmikrobiologie an der Universität Innsbruck.

## Leben
Für sein Magister- und das anschließende Doktoratsstudium übersiedelte er von Graz nach Wien. Nach dem Studienabschluss an der Abteilung Meeresbiologie der Universität Wien absolvierte er einen zweieinhalbjährigen Aufenthalt als Postdoc an der Washington State University in den USA. Dort arbeitete er an einem Tiefseeprojekt, dass ihm zwei Tauchgänge mit dem Forschungs-U-Boot Alvin zu heißen Tiefseequellen in über 2000 m Meerestiefe ermöglichte.
Ein zweiter Postdoc-Aufenthalt am Joint Genome Institute des Lawrence Berkeley National Laboratory in Kalifornien nutzte er zur Arbeit an einer Methode der Einzelzellgenomik für die Erforschung von unkultivierten Bakterien und Archaeen. Im Anschluss wechselte er an das Australian Centre for Ecogenomics an der University of Queensland in Brisbane, Australien. Seit Februar 2024 ist er Professor für Umweltmikrobiologie an der Universität Innsbruck und Ehrenprofessor an der University of Queensland.

## Wirken
Mit seinem Team nutzt er eine Reihe von „Omics“-Techniken für die Erforschung von unkultivierten Mikroben und deren phylogenetischer und metabolischer Vielfalt. Bisherige Forschungsthemen beinhalteten die Beschreibung von neuen mikrobiellen Linien mittels Einzelzellgenomik, Untersuchungen des bakteriellen Plastikabbaus in Superwürmern, Analysen und die Neuaufstellung der Taxonomie von Archaeen basierend auf Genomsequenzen und die Erforschung von Asgardarchaeota-Genomen in Hinblick auf die zwei Domänen aller Lebewesen. Ein weiteres Ziel seiner Forschung ist die Entwicklung von Mikrobiom-Transplantationen, bei denen Bakterien und Pilze von gesunden Böden in ertragsarme Böden versetzt werden, um die Gesundheit und den Ertrag von landwirtschaftlichen Nutzpflanzen zu verbessern.

## Auszeichnungen
- Highly Cited Researcher in the field of Cross-Field – 2022[12]
- Highly Cited Researcher in the field of Cross-Field – 2023[12]